# Смажена картопля
Смажена картопля — гарнір до інших страв або самостійна страва. Шматочки картоплі ріжуть «соломкою» або «кружальцями», обсмажують на сковороді у відносно невеликій кількості рослинної олії. У процесі приготування олію підливають за мірою її вбирання картоплею. Або взагалі не підливають — для більш засмаженої шкірочки.
Смажена картопля є популярною та широко поширеною стравою, яка часто подається з цибулею, а також з часником, іншими овочами та прянощами.

## Світлини

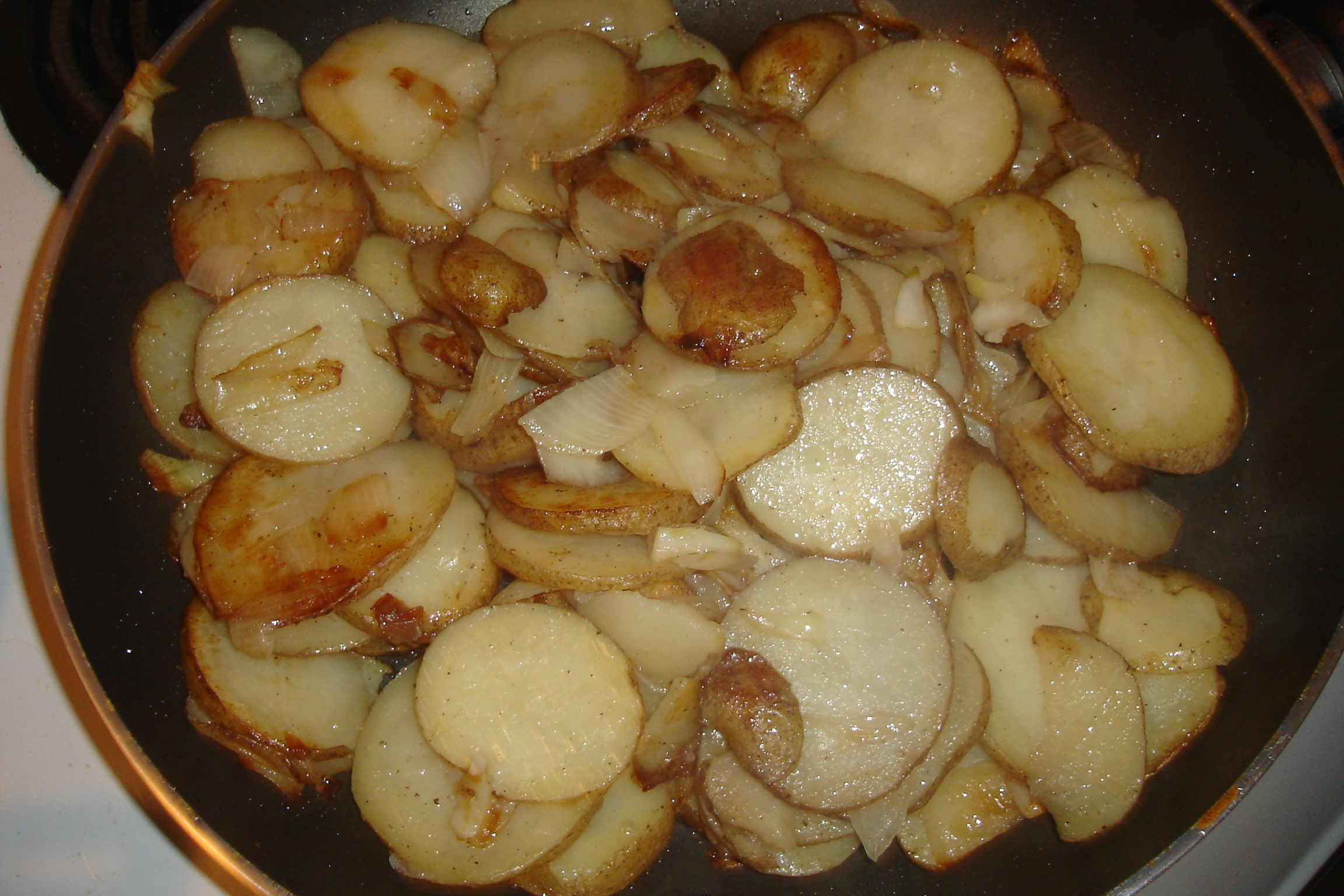
Смажена картопля

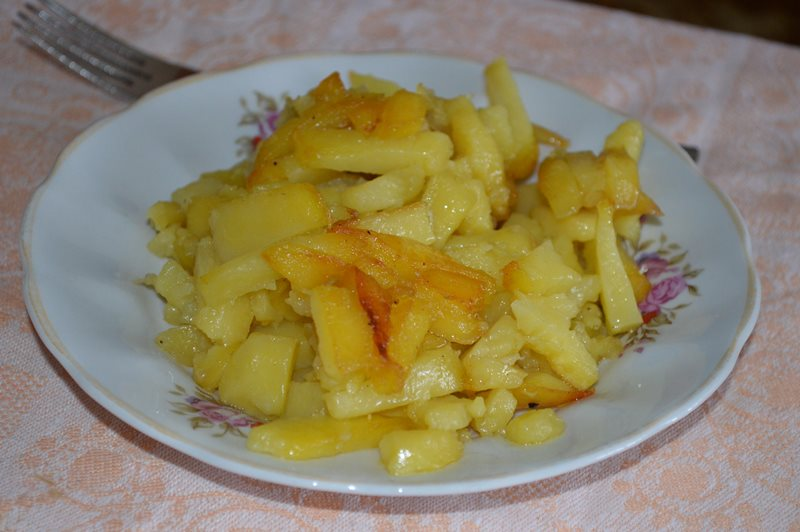
Смажена картопля на тарілці

## Рецепт

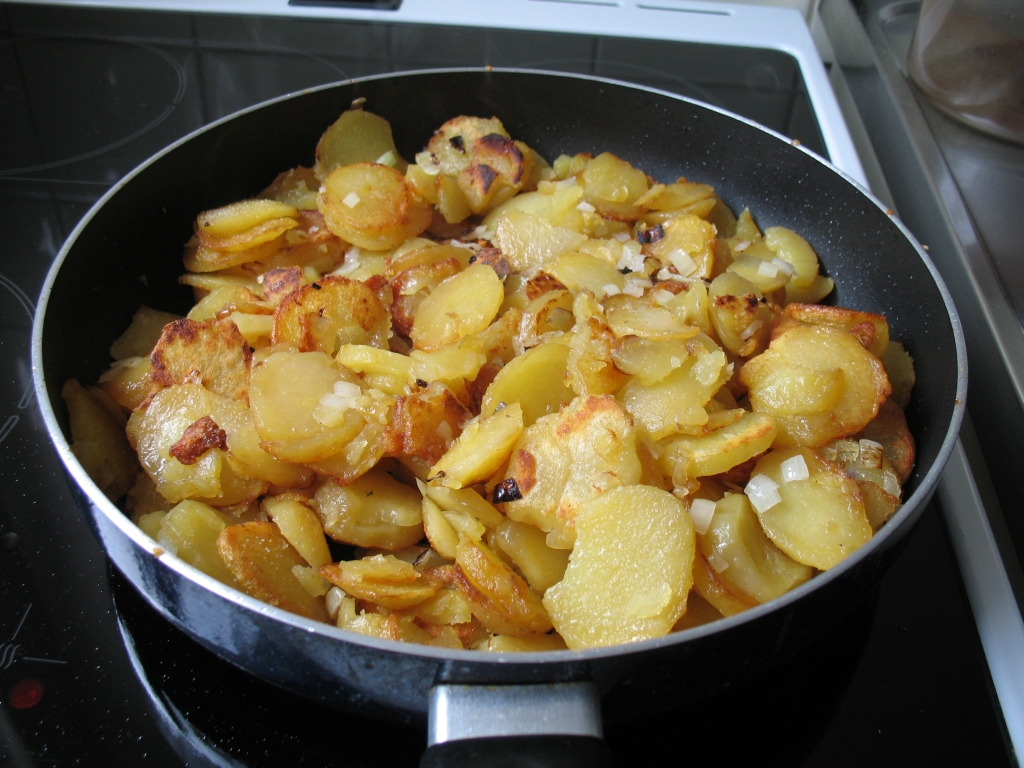
Приготована смажена картопля

Сиру картоплю очищають від шкірки і нарізають на часточки, бруски або кубики (варену картоплю ріжуть на скибочки). Нарізану сиру картоплю промивають у холодній воді (для видалення надлишків крохмалю з його поверхні) і відкидають на сито або друшляк для стікання зайвої води (можна обійтися і без промивання). Потім його солять і укладають шаром не більше 5 см на сковороду або деко з розігрітим Харчові жири (приблизне співвідношення Картопля в кулінарії картоплі і жиру 11:1). Підсмажуючи картоплю періодично перевертають. Подають смажену картоплю гарячою.